# Cash Only
 (mai 2020).
Pour plus de détails, voir Fiche technique et Distribution.
Cash Only est un film américano-albanais réalisé par Malik Bader, sorti en 2015.

## Fiche technique
- Titre : Cash Only
- Réalisation : Malik Bader
- Scénario : Nickola Shreli (en)
- Musique : Julian DeMarre
- Photographie : Christos Moisides
- Montage : Matthew Diezel
- Production : Nickola Shreli
- Société de production : Bardha Productions, Nickname Projects et Bader Bros. Pictures
- Société de distribution : FilmBuff
- Pays de production :  Albanie et  États-Unis
- Genre : Policier, drame et thriller
- Durée : 91 minutes
- Dates de sortie : 
  - Canada : 23 juillet 2015 (FanTasia)
  - États-Unis : 13 mai 2016

## Distribution
- Nickola Shreli (en) : Elvis Martini
- Brandon Trammer : Ali
- Stivi Paskoski (en) : Dino
- Danijela Stajnfeld : Blerta
- Malik Bader : Kush
- Herion Mustafaraj : Agroni
- Ele Bardha : Pete Cantor
- Maia Noni : Rolexa
- Christian Mathis : Jag

## Accueil
Le film a reçu un accueil favorable de la critique. Il obtient un score moyen de 71 % sur Metacritic.